# Ivan Gonçalves
Ivan da Costa Gonçalves (Lisboa, 3 de Junho de 1987) é um político português, militante do Partido Socialista e deputado à Assembleia da República na XIII, XIV, XV e XVI legislaturas. É licenciado em Engenharia Biológica e desempenhou, entre dezembro de 2016 e dezembro de 2018 as funções de secretário-geral da Juventude Socialista.Atualmente é Presidente da Assembleia Municipal de Almada e da Concelhia de Almada do Partido Socialista e Consultor no Banco Mundial. 

## Biografia
É licenciado em Engenharia Biológica pelo Instituto Superior Técnico (Universidade de Lisboa) onde foi Bolseiro de Integração à Investigação da Fundação para a Ciência e a Tecnologia. Também no Instituto Superior Técnico, desempenhou os cargos de Presidente da Direção da Associação dos Estudantes, membro da Assembleia Estatutária e do Conselho de Escola do IST, membro do Conselho Geral da Universidade Técnica de Lisboa e membro da Assembleia Estatutária da Universidade de Lisboa que resultou da fusão das antigas Universidade de Lisboa e Universidade Técnica de Lisboa.
Foi membro do Conselho Geral da FAIRe (Federação Académica para a Informação e Representação Externa), a organização representante do ensino superior português na ESU (European Students’ Union), tendo sido seu representante em diversos fóruns internacionais.
Enquanto militante da Juventude Socialista, foi coordenador do Núcleo de Estudantes Socialistas do IST, Presidente da Concelhia de Almada, Presidente da Federação Distrital de Setúbal, Coordenador Académico Nacional, membro do Secretariado Nacional com os pelouros do Ensino Superior e do Trabalho, representante da Juventude Socialista na Comissão Nacional e na Comissão Política Nacional do Partido Socialista e secretário-geral no mandato 2016-2018.
Enquanto Deputado à Assembleia da República, desempenhou as funções de vice-presidente da Bancada Parlamentar do PS, Coordenador do Grupo Parlamentar do Partido Socialista para a área da Juventude e seu representante no Grupo de Trabalho do Parlamento Digital. Foi membro da Comissão Permanente da Assembleia da República, das Comissões Parlamentares de Cultura, Comunicação, Juventude e Desporto, Orçamento, Finanças e Modernização Administrativa, Economia, Obras Públicas, Planeamento e Habitação, Negócios Estrangeiros e Comunidades Portuguesas, Trabalho e Segurança Social. Assumiu funções na Comissão Eventual para a Revisão Constitucional e foi Vice-Presidente do Grupo Parlamentar de Amizade Portugal/Palestina, membro dos Grupos de Amizade Portugal/Japão, Portugal/Paraguai, Portugal/Ucrânia, Portugal/Finlândia e Portugal/Panamá. Foi membro suplente da Assembleia Parlamentar do Conselho da Europa, membro suplente da Assembleia Parlamentar do Conselho da Europa, e membro suplente da Assembleia Parlamentar da Organização do Tratado do Atlântico Norte. 
Entre 2017 e 2023, foi líder da bancada do Partido Socialista na Assembleia Municipal de Almada, presidente da Comissão Permanente de Ambiente e Planeamento do Território e Presidente da Comissão Permanente de Orçamento, Património e Recursos Humanos. Em mandatos anteriores desempenhou ainda os cargos de Vereador em regime de substituição na Câmara Municipal de Almada e de membro suplente da Assembleia de Freguesia de Almada, Cova da Piedade, Pragal e Cacilhas. Entre 2023 e 2024 foi Presidente da Assembleia Geral do Almada Atlético Clube.
É, desde janeiro de 2020, Presidente da Concelhia de Almada do Partido Socialista,tendo sido eleito, em junho de 2023, Presidente da Assembleia Municipal de Almada para o resto do mandato 2021-2025.Desempenha ainda funções enquanto Presidente da Mesa da Assembleia Geral da Associação Portuguesa de Estudos Europeus e Presidente do Conselho Consultivo do Instituto para a Promoção da América Latina e Caraíbas. 
É, atualmente, Consultor do Banco Mundial, tendo também trabalhado numa empresa do setor energético antes da sua eleição para o Parlamento Português.